# Durandiella gallica
Durandiella gallica är en svampart som beskrevs av M. Morelet 1971. Durandiella gallica ingår i släktet Durandiella och familjen Dermateaceae.   Inga underarter finns listade i Catalogue of Life.